# Gedalja Gal
Gedalja Gal (hebrejsky: גדליה גל, narozen 14. února 1933) je izraelský politik a bývalý poslanec Knesetu za stranu Ma'arach a Izraelskou stranu práce.

## Biografie
Narodil se v obci Magdi'el (dnes součást města Hod ha-Šaron). Vystudoval odbornou střední školu. Sloužil v izraelské armádě, kde získal hodnost podplukovníka (Sgan Aluf). Pracoval jako agronom. Hovoří hebrejsky a anglicky.

## Politická dráha
Působil jako vyslanec hnutí izraelských mošavů. V izraelském parlamentu zasedl poprvé po volbách v roce 1988, v nichž kandidoval za střechovou kandidátku Ma'arach, do níž se tehdy sdružila i Strana práce. Zasedal ve výboru pro ekonomické záležitosti a výboru finančním. Opětovně byl zvolen ve volbách v roce 1992, nyní již za samostatně kandidující Stranu práce. Byl předsedou finančního výboru.
Ve volbách v roce 1996 mandát neobhájil.